# Národní parky v Chorvatsku

Národní parky v Chorvatsku: 1 - Brijuni, 2 - Kornati, 3 - Krka, 4 - Mljet, 5 - Paklenica, 6 - Plitvická jezera, 7 - Risnjak, 8 - Severní Velebit

V Chorvatsku se mimo dalších přírodních rezervací nachází 8 národních parků. Mají celkovou rozlohu 994 km², což zabírá 1,8% rozlohy Chorvatska. Největší z nich je Národní park Plitvická jezera (295 km²). Nejstaršími jsou Národní parky Plitvická jezera a Paklenica, které byly vyhlášeny v roce 1949.

## Seznam národních parků
| Foto                                                                 | Název                         | Název                            | Rok založení | Rozloha  | Poznámka | Mapa v OSM |
| Foto                                                                 | česky                         | chorvatsky                       | Rok založení | Rozloha  | Poznámka | Mapa v OSM |
| -------------------------------------------------------------------- | ----------------------------- | -------------------------------- | ------------ | -------- | --- | ---------- |
|                                                                      | Národní park Plitvická jezera | Nacionalni park Plitvička jezera | 1949         | 297 km²  | Nejstarší národní park Chorvatska byl založen již roku 1949 na území bývalé Jugoslávie. Skládá se z vápencových masivů a krasových jezer které jsou spojeny průtoky a vodopády. Pro turisty (vstup do parku je placený) je vybudován rozsáhlý systém návštěvnických cest a chodníků. Místní lesy jsou bukové, jedlové, smrkové a tisové. Žijí tu medvědi, vlci, rysi, vysoká černá zvěř a v jezerech také ryby a raci. V parku byl natáčen také film Poklad na stříbrném jezeře. Od roku 1979 je park součást světového dědictví UNESCO. | OSM, WMF   |
| Paklenica Buljma                                                     | Národní park Paklenica        | Nacionalni park Paklenica        | 1949         | 95 km²   | Jedná se o národní park v severní Dalmácii, nedaleko města Zadar. Celé území parku je velice hornaté (nachází se v pohoří Velebit) a nachází se tu řada kaňonů a jeskyní. Park má hustou síť turistických cest a je oblíben také u horolezců. Nachází se tu také komplex štol dříve sloužících jako úkryt pro diktátora Josipa Tita (Dnes zpřístupněné jako muzeum). | OSM, WMF   |
| Nacionalni park Risnjak (Berghutte unterhalb des Gipfels des Risnak) | Národní park Risnjak          | Nacionalni park Risnjak          | 1953         | 63,5 km² | Národní park na západě Chorvatska podél hranic se Slovinskem. Celý národní park si hornatý, hory tu dosahují výšky více než 1500 m n. m. | OSM, WMF   |
|                                                                      | Národní park Mljet            | Nacionalni park Mljet            | 1960         | 53,5 km² | Národní park na jihu Chorvatska, na severozápadě ostrova Mljet. Na jeho území se nachází dvě jezera, která jsou úžinami spojené s Jaderským mořem, jejich voda je tedy slaná. | OSM, WMF   |
| Kornati 2                                                            | Národní park Kornati          | Nacionalni park Kornati          | 1980         | 218 km²  | Jedná se o národní park severní Dalmácii, rozkládající se na souostroví Kornati v Jaderském moři nedaleko měst Šibenik a Zadar. Souostroví se skládá ze 109 ostrovů a ostrůvků. Ostrovy nejsou trvale osídleny, jsou však oblíbeným cílem turistů, přestože pohyb chodců na ostrovech a lodí v okolí ostrovů je velmi přísně omezen. | OSM, WMF   |
| 2010-08-16 Brijuni Vestige romain2                                   | Národní park Brijuni          | Nacionalni park Brijuni          | 1983         | 34 km²   | Jedná se o národní park rozkládající se na souostroví Brijuni západně od pobřeží poloostrova Istrie. Souostroví se skládá ze 14 ostrovů, které jsou velmi turisticky oblíbené a slouží k rekreaci. | OSM, WMF   |
| Krk waterfalls                                                       | Národní park Krka             | Nacionalni park Krka             | 1985         | 109 km²  | Krka (pojmenovaný po řece Krka) je národní park v centrální Dalmácii, nedaleko města Šibenik. Je velmi turisty oblíbený (vstup do parku je placený) hlavně díky mnoha vodopádům a jezírkům. Nejslavnější vodopády jsou Skradinski buk (na obrázku). V řece Krka žije mnoha různých druhů ryb. | OSM, WMF   |
| Karstformationen Nationalpark-Nord-Velebit                           | Národní park Severní Velebit  | Nacionalni park Sjeverni Velebit | 1999         | 109 km²  | Národní park v severní části pohoří Velebit. Celý park je velmi hornatý a turistům nabízí hustou síť turistických stezek. Je také oblíbeným cílem horolezců, stejně jako národní park Paklenica. | OSM, WMF   |